# Tmarus caretta
Tmarus caretta là một loài nhện trong họ Thomisidae.
Loài này thuộc chi Tmarus. Tmarus caretta được Cândido Firmino de Mello-Leitão miêu tả năm 1929.